# Ichikawa Hikotarō
Ichikawa Hikotarō (jap. 市河 彦太郎; * 1896 in Shizuoka; † 1946) war ein japanischer Diplomat.

## Leben
Ichikawa Hikotarō schloss 1920 ein Studium an der Universität Tokio ab, trat in den auswärtigen Dienst, wurde in  Tientsin, London, 1925 als Vize-konsul in Kalkutta und 1927 in Chicago beschäftigt. 1932 wurde er Gesandtschaftssekretär dritter Klasse im Außenministerium. 1933 wurde er Gesandtschaftssekretär in Stockholm. 1935 war er Geschäftsträger in Helsinki, wo er 1936 zum Gesandtschaftssekretär erster Klasse ernannt wurde. 1938 wurde er Leiter, zunächst des dritten, dann der zweiten Kulturabteilung des Außenministeriums. Im November 1940 wurde er zum Gesandten in Teheran ernannt, wo er von März 1941 bis  15. April 1942 akkreditiert war.